# Liturgia
Liturgia (gr. λειτουργια – działanie na rzecz ludu, leitos od laos – lud i ergon –
praca) – w starożytnej Grecji działania konkretnej osoby lub społeczności na rzecz obywateli, obecnie – publiczna forma kultu religijnego, dotycząca całokształtu zrytualizowanych, zbiorowych i ściśle określonych czynności sakralnych, ustalonych przez kapłanów danej religii.
Pierwotnie oznaczała „czyn ludowy”, rodzaj dobrowolnej, lecz uroczystej zbiórki publicznej, a nawet rodzaj „czynu społecznego” np. przy umacnianiu wałów obronnych czy budowie okrętów.
Od II w. n.e. słowo „liturgia” było związane już wyłącznie z uroczystościami religijnymi. Wśród Żydów mieszkających w Aleksandrii terminem tym określano ceremonie spełniane w Świątyni Jerozolimskiej. Z kolei Grecy mianem tym określali czynności związane z uroczystościami religijnymi, np. z kultami Dionizosa i Apollina.
Ostatecznie słowem „liturgia” zaczęto określać czynności związane z oddawaniem czci bóstwu. Jej warunkiem był liczny udział wyznawców. W judaizmie liturgia oznaczała kult oddawany Bogu przez lud. W podobnym znaczeniu liturgia została przyjęta przez chrześcijaństwo. W Kościele katolickim pojęcie „liturgia” oznacza kult oficjalny Kościoła, a więc liturgię mszy św., liturgię sakramentów oraz liturgię godzin. Inne nabożeństwa, jak np. nabożeństwo majowe, nabożeństwo czerwcowe, droga krzyżowa, koronka do Miłosierdzia Bożego itp. określane są mianem „paraliturgicznych”.
W Kościołach wschodnich (zarówno katolickich, jak i prawosławnych) terminy „Liturgia” oraz „Boska Liturgia” używane są zamiennie na określenie Ofiary Eucharystycznej.
Wśród podstawowych czynności liturgicznych wyróżnia się: składanie ofiar, modlitwę, oczyszczenia, ablucje oraz inne formy oddawania czci bogom i świętym.